# 上碑镇
上碑镇，是中华人民共和国河北省石家庄市行唐县下辖的一个乡镇级行政单位。

## 行政区划
上碑镇下辖以下地区：
董慈沟村、陈慈沟村、刘慈沟村、东街村、东南街村、东北街村、西街村、西南街村、西北街村、祁后村、杨村、下滋洋村、太子庄村、铁匠庄村、刘家庄村、南壤坝村和北壤坝村。